# 三角八朗
三角 八朗（みすみ はちろう、1935年12月3日 - 2016年8月29日）は、日本の俳優。旧芸名:三角 八郎、三角 八廊、本名:芝橋 直保。
愛知県名古屋市出身。法政大学文学部中退。大映出身。宗方事務所を経て、アートプロモーションに所属していた。

## 人物・来歴
大学中退後に大映へ入社。
当初は本名で活動していたが、1958年頃、丸井太郎とピン・ボケコンビを結成した際に永田秀雅の命名により、三角八郎に改名。
刑事ドラマでは犯人役、元悪人役、刑事役などをこなし、時代劇では三枚目役や悪徳商人で多く起用された。
長い間、三角八郎名義で活躍していたが、現在確認できる限りでは、所属事務所のホームページ並びに2006年（平成18年）放送の『水戸黄門スペシャル』で、芸名の郎の部分が、廊になっている。
2016年8月29日、虚血性心不全により死去。80歳没。

## 出演

### テレビドラマ
NHK
- 水曜ドラマ / あした天気になあれ（1972年）
- 大河ドラマ / 勝海舟（1974年）

NTV
- 若さま侍捕物帖 第11話、第12話（1967年）
- ジョン万次郎（1968年）
- 弥次喜多隠密道中 第3話「仇討ちめくら剣法（小田原）」（1971年）
- 子連れ狼 第1部 第12話「鹿追い」（1973年）
- 大都会シリーズ
  - 大都会 闘いの日々 第11話「大安」（1976年）
  - 大都会 PARTIII 第10話「狙われた部長刑事」（1978年） - 日高の知人
- 大追跡 第26話「サヨナラは銃弾で…」（1978年）
- 消えた巨人軍（1978年） - タクシー運転手
- 西遊記
  - パート1
    - 第1話「石猿誕生す」（1978年）
    - 第16話「独角大王・結婚行進曲」（1979年） - 李彪

  - パート2 第19話「偽西遊記 危機一髪」（1980年） - 偽・猪八戒
- 新五捕物帳（1980年）
  - 第116話「百両を拾った男」
  - 第129話「しのび逢い」
- 木曜ゴールデンドラマ / しのび逢い（1981年）
- 太陽にほえろ!
  - 第565話「正義に拳銃を向けた男」（1983年） - 坂口辰夫
  - 第618話「コンピューター計画」（1984年） - 新村義彦
  - 第646話「うそ」（1985年） - 城南署刑事
  - 第678話「山村刑事の報酬なき戦い」（1986年） - タクシー運転手
  - 第710話「殺意との対決・橘警部」（1986年） - 岸部社長
- 誇りの報酬 第28話「友は湖に消えた」（1986年） - 山梨県警刑事
- 銭形平次 第16話「神田川心中」（1987年）
- 八百八町夢日記 第1シリーズ（1990年）
  - 第16話「次郎吉を愛した女」 - 源八
  - 第31話「夏の嵐」 - 暗闇の源太郎
- 長七郎江戸日記 第3シリーズ 第37話「鉄火芸者の心意気」 （1991年）- 長崎屋隆造
- 検事・若浦葉子 最終話「娘を捨てた21年間…再会がレイプ現場!?」（1991年）
- 火曜サスペンス劇場
  - あしながおじさん殺人事件（1989年、映像プロデュース）
  - 長い導火線（1992年）
  - 六月の花嫁シリーズ 「偽りの結婚指輪」（1993年）
  - 監察医・室生亜季子
    - 第14作「震える海」（1993年） - 柴木刑事
    - 第19作「埋葬」（1995年） - 丹下社長

  - おかしな夫婦 第1作（1995年）
  - 下町・銭湯騒動記 第1作 - 第4作（2002年 - 2004年） - シゲさん 役
  - 事件記者・三上雄太 第1作「アルプス遭難でラジオから聞いた悪魔の囁き 妻の保険金疑惑と遺体のない葬儀」（2004年）
- ドラマシティー'93 / 花嫁の憂うつ（1993年）
- 西遊記 第3話「善人村には落とし穴」（1994年） - 馬大人
- 土曜ドラマ / 金田一少年の事件簿 第1シリーズ 第2話「悲恋湖殺人事件」（1995年） - 香山三郎
- DRAMA COMPLEX / 浅草美女の湯殺人事件（2005年）

TBS
- そそりと参ろう（1963年）
- 七人の刑事 第2シリーズ 第53話「冷たい風」（1965年）
- てっぺん野郎 主演（1965年 - 1966年）
- おれの番だ! 第14回「一等賞」（1966年）
- 土曜日の虎 第20話（1966年）
- ああ! 夫婦 第2シリーズ 第5話「おかめ・ひょっとこ」（1966年）
- コメットさん 第1期（1967年 - 1968年）
- ゆば（1967年 - 1968年）
- 風 第29話「若き祈り」（1968年)
- ポーラテレビ小説 / 三人の母（1968年 - 1969年） - 栄さん
- フジ三太郎 第31話「旅は道づれ」（1969年）
- 青空にとび出せ! 第15話「こそこそバンバン」（1969年）
- 大岡越前
  - 第1部
    - 第4話「慕情の人」（1970年4月6日） - 竜吉
    - 第12話「すっとび辰の片思い」（1970年6月1日） - 竜吉

  - 第4部 第14話「巷談 縛られ地蔵」（1975年1月6日） - 丑三
  - 第6部 第24話「死体が歩いた長屋露地」（1982年8月16日） - 伊助
  - 第8部（1984年）
    - 第17話「らくだが死んだ」 - 魚八
    - 第23話「殺しを見ていた千両富」 - 伍助

  - 第11部 第16話「三方納めた一両損」（1990年8月6日） - 政五郎
  - 第13部（1993年）
    - 第9話「秋刀魚の煙が目にしみた」 - 治平
    - 第25話「大工と左官の意地比べ」 - 弥五郎
- 水戸黄門
  - 第1部 第15話「わしは天下の風呂番だ -今治-」（1969年11月10日） - 三吉
  - 第2部 第24話「悪い奴ら -宮津-」（1971年3月8日） - 暗闇の半助
  - 第3部 第3話「雲助珍道中 -箱根-」（1971年12月13日） - 茂
  - 第6部（1975年）
    - 第9話「偽黄門さまの助太刀・福岡」 - 庄太
    - 第27話「箱根の山は天下の嶮・箱根」 - 権六（雲助役）

  - 第7部（1976年）
    - 第5話「何の因果で若旦那 -花巻-」 - 万吉
    - 第22話 「つけ馬連れた若旦那 -新潟-」 - 馬さん（馬之助）

  - 第15部 第23話「鬼庄屋にされた黄門様 -篠山-」（1985年7月1日） - 小市
  - 第20部 第15話「女度胸の玄海節 -小倉-」（1991年2月18日） - 佐吉
  - 第23部 第32話「酒にのまれて人殺し -兵庫-」（1995年3月20日） - 梵天丸の久六
  - 第24部
    - 第10話「盗まれた三葉葵の印籠 -高知-」（1995年11月20日） - 竜神の甲子蔵
    - 第25話「天下の名医は敵持ち -松本-」（1996年3月11日） - 鬼塚の団蔵

  - 第25部 第10話「涙涙の父娘櫛 -岸和田-」（1997年2月24日） - 大貫屋
  - 第26部 第2話「涙の母の祝唄 -高野-」（1998年2月16日） - 鬼引の四郎兵衛
  - 第27部 第18話「嫁を取るか 家訓を取るか -伊勢崎-」（1999年2月24日） - 岩蔵
  - 第28部 第15話「狸になった若旦那 -信楽-」（2000年6月26日） - 鬼熊の権三
  - 第33部 第20話「地獄酒場は金山の入口 -佐渡-」（2004年9月6日） - 種五郎
  - ナショナル劇場50周年記念特別企画スペシャル（2006年） - 権三
- キイハンター
  - 第175話「真夏の海底黄金大作戦」（1971年） - ジョー
  - 第223話「幽霊たちの海底納涼大会」（1972年） - 虻田
  - 第230話「殺し屋グラマー大行進！」（1972年） - 井森
- シークレット部隊 第5話「子連れガンマン! 阿蘇山に地獄を見た」（1972年）
- 隠密剣士 突っ走れ! 第11話「火焔天狗を裂く信太郎」、第12話「空魔を撃つ信太郎」（1974年） - トン松
- バーディー大作戦
  - 第12話「縛り首の木のある恐い町」（1974年）
  - 第36話「追出刑事暗殺計画!」（1975年）
  - 第54話「バーディー真昼に死す」（1975年） - 古田
- Gメンシリーズ
  - Gメン'75
    - 第15話「密輸死体」（1975年） - 中原刑務所看守
    - 第19話「デカ部屋の悪霊」（1975年） - 中華料理店「好好」店主
    - 第26話「冬のヨットハーバーの殺人」（1975年） - ヤングエビスクローク係
    - 第49話「土曜日21時のトリック」（1976年） - 巡査
    - 第58話「樹海に消えた白骨死体」（1976年） - ギャング主犯
    - 第80話「暗闇の中の密室殺人」（1976年） - 岡刑事
    - 第85話「'77元旦デカ部屋ぶっ飛ぶ!」（1977年） - 中里署巡査
    - 第100話「北の国から来た遺骨」（1977年） - 姫田刑事
    - 第121話「パトロール警官と女性連続殺人の謎」（1977年） - 柴田
    - 第135話「死んだ人からの緊急電話」（1977年） - 小林
    - 第155話「浴槽に浮かんだ死体」（1978年） - 浜岡
    - 第190話「真犯人はこうして作られる」（1979年） - 沖警部補
    - 第201話「Gメン対香港カラテ軍団」、第202話「Gメン対香港カラテ軍団PART2」（1979年） - 陳警部
    - 第215話「白バイに乗った痴漢」（1979年） - 影山刑事
    - 第233話「金髪女性連続殺人事件」（1979年） - 最上警部
    - 第241話「囚人護送」（1980年） - 捜査主任
    - 第260話「悪魔の結婚式」（1980年） - 武藤哲夫（刑事）
    - 第275話「警官の妻たちの連続殺人」（1980年） - 梶間明（刑事）
    - 第317話「女の裏窓 24時間」、第318話「女の裏窓 24時間PART2」（1981年） - 横山満
    - 第336話「エレベーター連続殺人事件」（1981年） - 宮野坂署捜査主任
    - 第354話「吾輩は人食い猫である」（1982年） - 亀山

  - Gメン'82 第7話「指のないサンタクロース（1982年） - 宇田川
- 江戸を斬る（C.A.L）
  - 江戸を斬るII 第20話「娘目明し」（1976年） - 為吉
  - 江戸を斬るVI 第18話「辻斬り赤法師」（1981年） - 与八
- 隠し目付参上 第1話「天にのぼったか地にもぐったか」（1976年、MBS）
- 江戸特捜指令 第3話「変幻自在! 動くサイコロ」（1976年、MBS） - 佐吉
- 噂の刑事トミーとマツ
  - 第1シリーズ 第19話「女抱きつきスリ大騒動」（1980年）
  - 第2シリーズ（1982年）
    - 第1話「絶望! やっぱり駄目だ このコンビ」 - 鬼江組組長
    - 第20話「絶望! 火葬場行き死の特急便」 - 麻薬組織ボス
    - 第33話「トミマツの『喜劇・ターザン拳』」 - 桃山組組長
- ウルトラマン80 第27話「白い悪魔の恐怖」（1980年） - 酔っ払い男
- 幸福の黄色いハンカチ 第3話（1982年）
- ザ・サスペンス / 女囚第3監房の脱走（1982年）
- スクール☆ウォーズ（1984 - 1985年） - 吉田健太郎
- 毎度おさわがせします 第1シリーズ 第12話「走れポコチン」（1985年） - 刑事
- スーパーポリス 第10話「フラッシュダンス殺人事件」（1985年）
- ポニーテールはふり向かない 第14話「悪魔が棲むライブ」（1986年）
- 水曜ドラマスペシャル→月曜ドラマスペシャル→月曜ミステリー劇場
  - 山陰殺人事件（1986年）
  - かあさんはドン 第3作（1993年）
  - 徳田刑事シリーズ 第2作「追跡のオホーツク」（1994年）
  - おやじのヒゲ 第17作（1994年）
  - 交通刑務所・刑務官 第2作（1996年）
  - 佐賀・有田、龍文壺の殺意（1996年）
  - 税務調査官・窓際太郎の事件簿 第1作（1998年） - 大塚和雄
  - 検視官江夏冬子 第3作「京都奥嵯峨殺人絵巻」（1998年） - 永峰隆三
  - 早乙女千春の添乗報告書 第7作「函館湯けむりツアー殺人事件」（1998年） - 神戸忠雄
  - 実演販売人・轟安二郎（2000年） - 高倉
- 花王 愛の劇場 / 子子家庭は危機一髪（1993年） - 角谷刑事
- 東芝日曜劇場 / サラリーマン金太郎 第1期 第3話「これが男の喧嘩だぜ!」（1999年）

CX
- 三匹の侍 第4シリーズ 第14話「新宿七福神」（1967年） - 喜八
- 白雪劇場 / 船場（1967年 - 1968年）
- 素浪人 花山大吉
  - 第43話「仇討ちばなしは臭かった」（1969年）
  - 第74話「祝言挙げたら嫁逃げた」（1970年）
  - 第86話「ネギがカモを背負っていた」（1970年）
- 一心太助 第2話「謎の伊勢屋敷」（1971年）
- 狂女が唄う信州路（1972年）
- 泣くな青春 第7話「迷える羊」（1972年）
- 隼人が来る 第14話「あばれ若君」（1973年）
- 長谷川伸シリーズ 第20話「髭題目の政」（1973年）
- 銭形平次
  - 第403話「八五郎病中記」（1974年） - 久作
  - 第554話「銭埋む! 百三十五両」（1976年） - 辰吉
- お耳役秘帳 第11話「隠密妻無残」（1976年） - 寅松
- 江戸の旋風シリーズ
  - 同心部屋御用帳 江戸の旋風II 第26話「花盗人」（1976年）
  - 同心部屋御用帳 江戸の旋風III 第31話「こそ泥の恩返し」（1977年）
  - 同心部屋御用帳 江戸の旋風IV 第13話「錆びた十手」（1979年） - 丑松
  - 同心部屋御用帳 新・江戸の旋風 第27話「怪談・消えた娘」（1980年）
- コードナンバー108 7人のリブ 第2話「太陽に向かって撃て」（1976年）
- ふしぎ犬トントン 第9話「タローのクリスマスプレゼント」（1978年）
- 大空港 第50話「ギャング対特捜部 現金輸送車ジャック!」（1979年） - 元拳銃密売屋
- 時代劇スペシャル
  - 牢獄の花嫁（1981年）
  - 素浪人罷り通る 第1弾（1981年）
  - 旗本やくざ 大江戸喧嘩帳（1982年） - 伝六
  - 鼠小僧次郎吉（1983年）
- ライオン奥様劇場 / 夫婦さかさま（1982年）
- 暁に斬る! 第7話「誤診の罠」（1982年）
- 月曜ドラマランド
  - エプロンおばさんスペシャル（1983年）
  - 新・いじわる看護婦2 君はハレー彗星を見たか!（1986年）
- 阪急ドラマシリーズ / 怪人二十面相と少年探偵団（1983年） - 生田栄作刑事
- 流れ星佐吉 第21話「娘に睨まれさあ大変!」（1984年）
- 暴れ九庵 第5話「神の心子知らず」（1984年） - 丹次
- ズッコケ三人組（1985 - 1986年） - 宅和源太郎（宅和先生）
- 金曜女のドラマスペシャル（1986年）
  - 悪魔からの通告
  - 京都紫野殺人事件
- 東映不思議コメディーシリーズ
  - おもいっきり探偵団 覇悪怒組（1987年） - 辛切警部
    - 第9話「宿敵! 辛切警部現る」
    - 第14話「妖怪千年婆あ～」
    - 第15話「魔術師テンオー」
    - 第22話「辛切警部の罠」
    - 第40話「辛切警部のある決断!」

  - 有言実行三姉妹シュシュトリアン 第22話「妖怪おやじ虫 若返りの秘宝」（1993年） - 妖怪・おやじ虫
- 裸の大将放浪記 第47作「清の放浪・旅芝居」（1991年）
- 金曜ドラマシアター→金曜エンタテイメント
  - 君が海に帰る日（1991年）
  - 釣りデカ事件簿 海の密室殺人事件（1997年）
- 素顔のままで（1992年）
- 世にも奇妙な物語 「いいかげん」（1992年）

NET→ANB→EX
- 特別機動捜査隊 第247話「白い金魚」（1966年）
- カツドウ屋一代（1968年）
- 日本任侠伝 第1シリーズ 第2話「笹川繁蔵」（1969年）
- 鬼平犯科帳 第1シリーズ 第33話「鬼坊主の花」（1970年） - 人足
- 大忠臣蔵（1971年） - 魚定
- 人形佐七捕物帳 第7話「離魂病」（1971年） - 瓦版売り
- ご存知時代劇 / 弥太郎笠（1973年）
- 荒野の用心棒 第35話「赤い殺意は死の谷に燃えて…」（1973年） - 利平
- 非情のライセンス
  - 第1シリーズ
    - 第32話「兇悪の指」（1973年） - 前川
    - 第49話「兇悪のレンズ」（1974年） - 大森

  - 第2シリーズ
    - 第21話「兇悪の白い花」（1975年） - 前田
    - 第56話「兇悪の情事」（1975年） - 支配人
    - 第87話「兇悪の弾痕」（1976年） - 芳男

  - 第3シリーズ 第22話「兇悪のアルバイト・過去からの殺人」（1980年） - 松尾
- いただき勘兵衛旅を行く 第10話「埋蔵金は夢だとさ」（1973年） - 清七
- ご存知遠山の金さん 第21話「頑張れニセ奉行」（1974年）
- ご存じ金さん捕物帳 第2話「恋ごころ出世纏」（1974年）
- 破れ傘刀舟悪人狩り 第32話「旗本雷馬族」（1975年） - 源次
- 敬礼!さわやかさん 第10話「歳末家出おばあちゃん」（1975年）
- ベルサイユのトラック姐ちゃん 第5話「ベルトラ姐ちゃん大奮闘!!」（1976年）
- 遠山の金さん（杉良太郎版）第1シリーズ 第17話「裏入学をあばけ!!」（1976年）
- 新幹線公安官 第1シリーズ 第3話「恐怖が見えますか」（1977年） - 達岡
- 破れ奉行 第5話「暗黒街の紅い花」（1977年） - 門番
- 江戸の鷹 御用部屋犯科帖 第8話「廃虚の街に鷹が飛ぶ」（1978年）
- 特捜最前線
  - 第101話「拳銃哀歌・狼たちは跳んだ!」（1979年） - 情報屋
  - 第179話「面影」（1980年） - 小泉
  - 第214話「バラの花殺人事件!」（1981年）
  - 第283話「或る疑惑!」（1982年）
  - 第402話「雪明りの証言者!」（1985年）
- 江戸の牙 第13話「悲哀 北から来た男」（1979年） - 富蔵
- 西部警察シリーズ
  - 西部警察
    - 第22話「少年」（1979年） - 坂上文夫
    - 第57話「挑戦」（1980年） - 酒井隆一
    - 第121話「無法の街に愛と勇気を!」（1982年） - 一柳公平

  - 西部警察 PART-III 第12話「二人だけの戦争」（1983年） - 神崎勝
- ザ・ハングマンシリーズ
  - ザ・ハングマン 第27話「人質は糖尿病 救急ネズミ作戦」（1981年） - 皆川修造
  - ザ・ハングマンII 第20話「美人姉妹の危険な就職」（1982年） - 田沢一郎（大星物産総務部次長）
  - ザ・ハングマン4 第17話「浮気ドライブに追突事故が演出される!」（1985年） - 西条恒雄（タクシー運転手）
- 月曜ワイド劇場 / 今、いじめが爆発する!（1985年）
- ただいま絶好調! 第17話「UFOと女ごころ」（1985年）
- 私鉄沿線97分署 第70話「御近所アンタッチャブル!」（1986年） - 横田
- 土曜ワイド劇場
  - 森村誠一の孤独の密葬 （1985年8月24日） - 山田
  - 迷探偵記者羽鳥雄太郎と駆け出し女刑事シリーズ 第2作「鳥羽の海に花嫁の死体を見た!」（1986年）
  - 八甲田山殺人暮色（1991年）
  - 事件
    - 第1作（1993年） - 大村吾一
    - 第5作「中学校長を殺した女!」（1997年） - 青柳茂

  - 混浴露天風呂連続殺人 第14作「ヌードギャルみちのく秘湯激安ツアー 殺意の風景」（1994年） - 浅倉和雄
  - 法医 歯科学の女 第2作「網走オホーツク海…流氷が運んだ白骨死体の謎!」（1997年） - 磯村刑事
  - 新・赤かぶ検事奮戦記
    - 第4作「飛騨路を火魔が走る! 墓の赤印は殺人予告」（1997年） - 吉冨剛造
    - 第10作（2000年） - 川上登

  - 検察事務官 小錦ヤエ子 第1作（1997年）
  - 法医学教室の事件ファイル 第7作（1998年） - 山根省一
  - ラーメン刑事「龍」の殺人推理（2000 - 2002年） - 坂上六兵衛
  - 温泉医ぽっかや診療所事件カルテ 第1作 - 第6作（2002 - 2007年） -  宮入信吉
  - 牟田刑事官VS終着駅の牛尾刑事そして事件記者冴子（2001年） - 三造
- 名奉行 遠山の金さん 第3シリーズ 第11話「尼僧に忍びよる黒い影」（1990年） - 梵天の虎
- 火曜ミステリー劇場 / なんでも屋探偵帳 第2作「はりつけ島連続殺人」（1990年） - 住職
- 七人の女弁護士 第2シリーズ 第2話「レイプ魔殺人! 美人OLの復讐」（1991年） - 中田浩治
- はぐれ刑事純情派
  - 第5シリーズ 第22話「心のリサイクル・偽証する元婦人警官」（1992年） - 沼田捨夫
  - 第6シリーズ 第17話「貢いで捨てられた女・殺意の重奏」（1993年） - 沢田正造
  - 第7シリーズ 第16話「真夏の花嫁・街で拾った女!?」（1994年） - 菊池伝助 役
  - 第16シリーズ 第4話「わが子を叱れない! 殺意の家族写真」（2003年） - 荒井酒店主人
- 殿さま風来坊隠れ旅 第9話「世にも高貴な用心棒!」（1994年） - 鬼虎の八兵衛 役
- 必殺仕事人2009（2009年） - 徳次 役

MBS
- 仮面ライダー 第59話「底なし沼の怪人ミミズ男!」（1972年） - 野上辰三

CBC
- ドラマ30 / みちのく温泉逃避行（1994年） - 倉田幸二

12ch→TX
- 女殺し屋 花笠お竜 第16話「子三匹子ノ刻参上」（1970年）
- ワン・ツウ アタック!（1971年）
- 大江戸捜査網
  - 第1話「江戸の灯をたやすな!」（1973年） - 佐吉
  - 第213話「火花散る隠密七変化」（1975年） - 半助
  - 第294話「流転! 浮世絵の女」（1977年） - 香取の惣吉
  - 第346話「無差別殺人の陰謀」（1978年）
  - 第367話「遺産に群がる狐と狸」（1978年） - 八五郎
  - 第391話「大奥の紅い陰謀」（1979年） - 役者
  - 第415話「鉄火女 涙の情け肌」（1979年）
  - 第436話「そこつ長屋に春が来た」（1980年） - 与太郎
  - 第459話「夫婦飛脚の子守唄」（1980年）  - 江戸屋太兵衛
  - 第470話「恐怖の美女誘拐魔 赤い罠」（1980年） - 銀兵衛
  - 第489話「おんな湯殺人事件」（1981年） - 長屋の住人
  - 第500話「涙で嫁ぐ盗賊の娘」（1981年） - 回向院の貞次 役
  - 第529話「掟に泣く隠密同心」（1982年） - 相澤
  - 第548話「花一輪 哀しく舞う白い肌」（1982年） - 西海屋 役
  - 第562話「おんな武士道 赤い暗殺網」（1982年） - 渡海屋源造 役
  - 第594話「危険な吐息 闇に誘う妖女」 （1983年） - 福田与一 役
  - 第612話「下手人は父ちゃんだ!」（1983年） - 三田村兵部 役
  - 新 大江戸捜査網 第21話「深川隠れ宿無頼帖」（1984年8月25日） - 和泉屋源蔵 役
  - 平成版
    - 第1シリーズ
      - 第3話「神隠し!悲しい母子の秘密」（1990年10月26日） - 佐吾平 役
      - 第18話「吉原恋模様 居残り新十郎」（1991年2月22日） - 卯助 役

    - 第2シリーズ
      - 第8話「少女は見た! 蘇る地獄絵図の記憶」（1991年11月29日） - 盗ッ人の親分
      - 第18話「面影の女 隠密同心が消えた!」（1992年2月14日） - 多十
- ザ・スーパーガール（1979年）
  - 第20話「女の命は裸で守れ」 - 金子
  - 第27話「夜の診察室・浮気に燃える人妻」 - 井関医師 役
- 人形佐七捕物帳 佐七一番手柄（1990年）
- 月曜・女のサスペンス / 佐渡情話復讐迷路（1991年）
- あばれ八州御用旅 第14話「炎の地獄に見た人情」（1991年） - 増田屋茂十 役
- お助け同心が行く! 第9話「幼なじみ」（1993年） - 蝮の勘造 役
- 超光戦士シャンゼリオン 第33話「サバじゃねぇ! 2」（1996年） - 田中元三 役/闇生物フォンダー 役

### 映画
- 恋と花火と消火弾（1958年、大映）
- 盗まれた縁談（1958年、大映）
- 親不幸通り（1958年、大映）
- あなたと私の合言葉（1959年、大映）
- さよなら、今日は（1959年、大映）- 学生Ａ
- 最高殊勲夫人（1959年、大映）- 大島商事の若い社員
- 氾濫（1959年、大映）- 花田助手
- 海軍兵学校物語 あゝ江田島 （1959年、大映） - 芳賀三号生徒
- 浮草（1959年、大映）
- 闇を横切れ（1959年、大映）- 愚連隊Ａ
- 女経 第一話 耳を噛みたがる女（1960年、大映）- 田井
- 嫌い嫌い嫌い（1960年、大映）- 根本俊明
- 街の噂も三十五日（1960年、大映）
- 歌行燈（1960年、大映）
- 偽大学生（1960年、大映）- 牧
- 七人のあかくれ（1960年、大映）
- 黒蜥蜴 （1962年、大映） - 御用聞五郎
- 嘘（1963年、大映）- クロークの男
- ぐれん隊純情派（1963年、大映）
- 巨人 大隈重信 （1963年、大映）- 八五郎（植木屋）
- 停年退職 （1963年、大映）
- ラーメン大使（1967年、大映）- 六さん
- にせ刑事 （1967年、大映） - チンピラ矢部
- ズンドコズンドコ全員集合!! （1970年、松竹）- 菊造
- セックス喜劇 鼻血ブー （1971年、東映） - 鈴木
- 怪獣大奮戦 ダイゴロウ対ゴリアス （1972年、東宝） - 八五郎
- 非情学園 ワル （1973年、東映） - 宇津木雄吉
- 愛と誠 （1974年、松竹） - 西田運転手
- ピンク・レディーの活動大写真 （1978年、東宝） - ピエロ
- ロボフレンド - Too Much （1987年、キャノン・フィルムズ） - 運転手
- なにわ忠臣蔵 （1997年、ケイエスエス） - 銭湯協会会長
- 修羅がゆく5 広島代理戦争 （1997年、knack） - 広島平世連合会会長 戸部清十郎
- 借王6 <ナニワ相場師伝説>（1999年、日活）- ヤクザ
- ケイゾク/映画 Beautiful Dreamer （2000年、東宝） - 内藤亜希雄

### Vシネマ
- 赤詐欺師「はめたが勝ち！」お嬢様調教法（1995年、バンダイビジュアル）
- サラリーマンパチンカー銀太郎 オカルト攻略決戦（2001年、大映=徳間ジャパンコミュニケーションズ）